# Zuehl
Zuehl è un census-designated place (CDP) degli Stati Uniti d'America della contea di Guadalupe nello Stato del Texas. La popolazione era di 376 abitanti al censimento del 2010. Fa parte dell'area metropolitana di San Antonio.

## Geografia fisica
Zuehl è situata a 29°29′30″N 98°09′10″W (29.491600, -98.152772).
Secondo lo United States Census Bureau, il CDP ha una superficie totale di 18,25 km², dei quali 18,24 km² di territorio e 0,01 km² di acque interne (0,04% del totale).

## Società

### Evoluzione demografica
Secondo il censimento del 2010, la popolazione era di 376 abitanti.

### Etnie e minoranze straniere
Secondo il censimento del 2010, la composizione etnica del CDP era formata dal 95,21% di bianchi, lo 0% di afroamericani, lo 0,8% di nativi americani, l'1,33% di asiatici, lo 0% di oceanici, l'1,06% di altre razze, e l'1,6% di due o più etnie. Ispanici o latinos di qualunque razza erano il 12,23% della popolazione.